# Clethra obovata
Clethra obovata är en tvåhjärtbladig växtart som först beskrevs av Hipólito Ruiz López och Pav., och fick sitt nu gällande namn av George Don jr. Clethra obovata ingår i släktet Clethra och familjen Clethraceae. Inga underarter finns listade i Catalogue of Life.